# Acoblats
"Acoblats" (títol original en anglès "Attached") és el vuitè episodi de la setena temporada, i el 160è de tota la sèrie, de la sèrie de televisió de ciència-ficció estatunidenca Star Trek: La nova generació. Es van emetre originalment el 30 d'octubre de 1993 en redifusió als Estats Units. Fou dirigida per Jonathan Frakes i escrit per Nick Sagan.  Explora les relacions entre dues cultures en un exoplaneta i entre Crusher i Picard.
Ambientada al segle XXIV, la sèrie segueix les aventures de la tripulació de la nau de la Flota Estel·lar de la Federació Enterprise-D sota el comandament del capità Jean-Luc Picard. En aquest episodi, el capità Picard i la Dra. Crusher escapen de la presó en un món alienígena i després descobreixen que els seus pensaments estan connectats per implants cerebrals.

## Argument
El Capità Picard i la Dra. Beverly Crusher es preparen per investigar una sol·licitud diplomàtica dels Kes, una de les dues societats del planeta Kesprytt, que volen entrar a la Federació. Això no té precedents perquè l'altra societat del planeta, els Prytt, no volen tenir contacte amb la Federació ni amb ningú més. Worf intenta transportar Crusher i Picard als Kes, però acaben en una cel·la de presó dels Prytt, on els implanten estranys dispositius electrònics al coll. El ministre Lorin dels Prytt informa a Picard i Crusher que estan detinguts per una sospita de conspiració amb els Kes i que els dispositius que tenen al coll revelaran la veritat. De tornada a bord de l'Enterprise, William Riker organitza una reunió amb l'ambaixador dels Kes, Mauric, per abordar el segrest. Mentrestant, Beverly rep misteriosament el seu tricorder amagat en una safata de menjar. S'adona que s'ha afegit un mapa al seu directori i, intuint que pot provenir dels Kes, ella i Picard l'utilitzen per escapar.
Riker, Worf i Deanna Troi es reuneixen amb l'ambaixador Mauric, que els diu que, com que no tenen relacions formals amb els Prytt, la seva millor opció és inserir un equip de rescat a la capital dels Prytt. Mentrestant, Picard i Crusher segueixen el mapa del tricorder a través d'un laberint de cavernes on exploten boles de foc al seu voltant.
Lorin contacta amb l' "Enterprise", es nega a parlar de Picard i Crusher i amenaça amb un atac si Riker no deixa de comunicar-se amb la seva gent. Tot i que l'anàlisi de Worf mostra que les armes dels Prytt no representen cap perill per a l' "Enterprise", Riker està desconcertat fins que Mauric l'informa que Picard i Crusher han estat alliberats per un agent dels Kes i que es dirigeixen a la frontera dels Kes. Mentrestant, Picard i Crusher s'adonen que els implants que tenen al coll els permeten llegir els pensaments de l'altre, tant si volen com si no. Quan se separen per recuperar la privacitat, tots dos pateixen nàusees que els impedeixen estar separats.
Quan dos soldats Prytt apareixen al seu camí, retrocedeixen per garantir la seva seguretat. Mauric s'assabenta que la parella no ha arribat a la seva destinació i convoca Riker i Worf per acusar-los de conspirar amb els Prytt. Riker li assegura que no és així, però Mauric insisteix a abandonar l' "Enterprise". Més tard,  Picard i  Crusher s'aturen a descansar per la nit. Encara capaços d'escoltar els pensaments de l'altre, s'adonen que no sols hi ha una forta atracció entre ells, sinó que Picard va estar enamorat de Crusher, però va reprimir els seus sentiments per la seva amistat amb el seu difunt marit,  Jack, i més tard per culpa per la mort de Jack sota el seu comandament.
Decidit a demostrar que en Mauric s'equivoca i salvar els seus companys de tripulació, Riker transporta  Lorin a bord de la nau espacial contra la seva voluntat. S'asseu amb Mauric i Lorin, però sembla que cap dels dos es preocupa per Picard ni per Crusher. Disgustat, Riker li diu a Mauric que, basant-se en el que ha vist, als Ke se'ls negarà l'entrada a la Federació. Aleshores li diu a Lorin que si alguna cosa els passa a Picard i/o a Crusher, el Prytt serà inundat per una allau de sol·licituds d'informació dels investigadors de la Flota Estel·lar. En aquell moment, Picard i Crusher arriben a la frontera dels Kes i, mentre en Picard creua, Crusher és capturada per les forces de seguretat del Prytt. Els seus captors criden a Lorin, que ordena que Crusher i Picard tornin a l' "Enterprise". Segurs a casa, a Picard i a Crusher se'ls treuen els implants i comparteixen un sopar sense llegir-se la ment. Picard suggereix que no haurien de tenir por d'explorar els seus sentiments l'un per l'altre. Crusher fa un petó a la galta de Picard, però després li diu que potser haurien de tenir més por i insinua que haurien d'anar a poc a poc. Picard fa un petó als llavis de Crusher, els dos es desitgen bona nit i Crusher surt de les estances de Picard. En Picard bufa les espelmes de la seva cabina i mira fixament al buit.

## Actors convidats
- Robin Gammell - Mauric
- Lenore Kasdorf - Lorin
- James Castle Stevens – ajudant Kes

## Producció
Nicholas Sagan és fill de l'astrònom i escriptor Carl Sagan. Acoblats va ser el seu primer guió per a la franquícia Star Trek. Més tard va escriure el guió de l'episodi 22è de la temporada ("Línies de sang") de Star Trek: La nova generació. Va contribuir a 25 guions per a la sèrie Star Trek: Voyager, cinc com a escriptor i la resta com a editor d'arguments.
La ubicació exterior del rodatge de Kesprytt III va ser Bronson Canyon a Hollywood.

## Arc narratiu
Al final ("Totes les coses bones...") es revela que en un futur alternatiu, Picard i Crusher es casen, i Crusher es converteix en capità d'una nau espacial mèdica.
A la sèrie seqüela Star Trek: Picard, Beverly revela que cap al 2380, ella i Picard van tenir un fill, Jack Crusher II, però Beverly va amagar Jack de Picard per preocupació per la seguretat d'en Jack. Beverly capitaneja una nau mèdica diferent i ajuda en Jack en les seves aventures extralegals.

## Recepció
Keith DeCandido va qualificar "Acoblats" a "tor.com" el 2013 com un episodi lleugerament superior a la mitjana de "Star Trek: La nova generació". Va trobar que tant la història principal que envoltava Picard i Crusher, com els tractes de Riker amb els Kes i els Prytt, estaven brillantment escenificats. Tanmateix, el final el va molestar. L'atracció mútua entre Picard i Crusher era clarament palpable al llarg de tota la sèrie, i DeCandido va trobar molt decebedor que finalment es descartés l'oportunitat de deixar que finalment els dos desenvolupessin una relació.
El 2017, CBR va classificar Picard i Beverly com la millor relació romàntica número u de tot Star Trek.
El 2018, Tom's Guide va qualificar "Acoblats" com un dels 15 millors episodis amb Picard.

## Llançaments
"Acoblats" s'ha publicat com a part de les col·leccions de la temporada 7 de TNG en formats DVD i Blu-Ray. La temporada 7 de TNG, que conté "Acoblats", es va publicar en disc Blu-ray el gener de 2015.